# Histórico de versões do Internet Explorer
Internet Explorer (anteriormente Microsoft Internet Explorer e Windows Internet Explorer, comumente abreviado como IE ou MSIE) é uma série de navegadores da web gráficos, desenvolvido pela Microsoft e incluído como parte da linha de sistemas operacionais Microsoft Windows, a partir de 1995.
A primeira versão do Internet Explorer, (na época chamado Microsoft Internet Explorer, mais tarde conhecido como Internet Explorer 1) fez a sua estreia em 16 de agosto de 1995. Era uma versão retrabalhada de Spyglass Mosaic, que a Microsoft licenciado da Spyglass Inc., como muitas outras empresas que iniciaram o desenvolvimento de navegadores. Ele foi inicialmente lançado como parte do pacote de addons Plus! for Windows 95 naquele ano. Versões posteriores foram disponíveis como downloads gratuitos, ou em service packs, e incluído no serviço OEM dos lançamentos de Windows 95 e versões posteriores do Windows.

## Compatibilidade de SO
Versões do IE, ao longo do tempo, tiveram variáveis compatibilidades com SOs, variando de estar disponível para várias plataformas e vários versões do Windows apenas para algumas versões do Windows. Muitas versões do IE tinham algum suporte para um sistema operacional antigo, mas pararam de receber atualizações
O lançamento do IE7 no final de 2006 resultou em um colapso da quota de mercado do IE6; em fevereiro de 2007, o mercado de estatísticas de versões mostraram o IE6 com cerca de 50% e IE7 e em 29%. Independentemente da quota de mercado real, a versão mais compatível (entre sistemas operacionais) do IE foi de 5.x, que teve o Mac OS 9 e Mac OS X, Unix, e a maioria das versões do Windows disponíveis e suportadas por um curto período no final dos anos 1990 (embora 4.x tinha uma codebase mais unificada entre as versões). Em 2007 IE tinha um suporte muito mais estreita de sistemas operacionais, com as versões mais recentes suportando apenas o Windows XP Service Pack 2 e acima. O Internet Explorer 5.0, 5.5, 6.0 e 7.0 (Experimental) também foram oficialmente portados para o sistema operacional Linux, a partir do projeto IEs4Linux.

### Windows
| Versão | Anos      | Motor de layout | 10, Server 2016 | 8.1, Server 2012 R2 | 8, Server 2012 | 7, Server 2008 R2 | Vista, Server 2008 | Server 2003 | XP | ME | 2000 | 98 | NT 4.0 | 95 | NT 3.51          | NT 3.5 | NT 3.1 | 3.1x |
| ------ | --------- | --------------- | --- | --- | --- | --- | --- | --- | --- | --- | --- | --- | --- | --- | ---------------- | ------ | ------ | ---- |
| IE 11  | 2013/2015 | Trident 7.0     | style="background: #DDFBFF; color: black; vertical-align: middle; text-align: center; " class="included table-included"\|Incluído | style="background: #DDFBFF; color: black; vertical-align: middle; text-align: center; " class="included table-included"\|Incluído | — | com SP1 | — | — | — | — | — | — | — | — | —                | —      | —      | —    |
| IE 10  | 2012      | Trident 6.0     | — | — | style="background: #DDFBFF; color: black; vertical-align: middle; text-align: center; " class="included table-included"\|Incluído | com SP1 | — | — | — | — | — | — | — | — | —                | —      | —      | —    |
| IE 9   | 2011      | Trident 5.0     | — | — | — | Sim | com SP2 | — | — | — | — | — | — | — | —                | —      | —      | —    |
| IE 8   | 2009      | Trident 4.0     | — | — | — | style="background: #DDFBFF; color: black; vertical-align: middle; text-align: center; " class="included table-included"\|Incluído | Sim | com SP2 | com SP2/SP3 | — | — | — | — | — | —                | —      | —      | —    |
| IE 7   | 2006      | Trident         | — | — | — | — | style="background: #DDFBFF; color: black; vertical-align: middle; text-align: center; " class="included table-included"\|Incluído | com SP1/SP2 | com SP2/SP3& | — | — | — | — | — | —                | —      | —      | —    |
| IE 6   | 2001      | Trident         | — | — | — | — | — | style="background: #DDFBFF; color: black; vertical-align: middle; text-align: center; " class="included table-included"\|Incluído | style="background: #DDFBFF; color: black; vertical-align: middle; text-align: center; " class="included table-included"\|Incluído | · 6.0 SP1 | · 6.0 SP1 | · 6.0 SP1 | · 6.0 SP1 | — | —                | —      | —      | —    |
| IE 5.5 | 2000      | Trident         | — | — | — | — | — | — | — | style="background: #DDFBFF; color: black; vertical-align: middle; text-align: center; " class="included table-included"\|Incluído | Sim | Sim | Sim | · 5.5 SP2 | —                | —      | —      | —    |
| IE 5   | 1999      | Trident         | — | — | — | — | — | — | — | — | style="background: #DDFBFF; color: black; vertical-align: middle; text-align: center; " class="included table-included"\|Incluído 5.01 SP4 | style="background: #DDFBFF; color: black; vertical-align: middle; text-align: center; " class="included table-included"\|Incluído com 98SE | Sim | Sim | · somente 16-bit | —      | —      | Sim  |
| IE 4   | 1997      | Trident         | — | — | — | — | — | — | — | — | — | style="background: #DDFBFF; color: black; vertical-align: middle; text-align: center; " class="included table-included"\|Incluído 4.01     | Sim | style="background: #DDFBFF; color: black; vertical-align: middle; text-align: center; " class="included table-included"\|Incluído OSR2.5 | · somente 16-bit | —      | —      | Sim  |
| IE 3   | 1996      | Spyglass        | — | — | — | — | — | — | — | — | — | — | Sim [ 6 ] | style="background: #DDFBFF; color: black; vertical-align: middle; text-align: center; " class="included table-included"\|Incluído OSR2   | Sim              | Sim    | —      | Sim  |
| IE 2   | 1995      | Spyglass        | — | — | — | — | — | — | — | — | — | — | style="background: #DDFBFF; color: black; vertical-align: middle; text-align: center; " class="included table-included"\|Incluído | style="background: #DDFBFF; color: black; vertical-align: middle; text-align: center; " class="included table-included"\|Incluído OSR1   | Sim              | Sim    | Sim    | Sim  |
| IE 1.5 | 1996      | Spyglass        | — | — | — | — | — | — | — | — | — | — | Sim | Sim | Sim              | Sim    | —      | —    |
| IE 1   | 1995      | Spyglass        | — | — | — | — | — | — | — | — | — | — | — | Predefinição:Nonfree Plus! | —                | —      | —      | —    |

** A versão do Internet Explorer incluída no Windows 95 variada por lançamento de OSR; 2.0 foi incluída com OSR1, 3.0 foi incluída com OSR2 e 4.0 foi incluída com OSR2.5.
& Windows XP Service Pack 3 não inclui o IE7.

### Mac OS
| Versão | Anos | Motor   | Mac OS X PPC | Mac OS 7.6 to 9.2.2 PPC | Mac OS 7.5.x PPC | Mac OS 7.1 to 8.1 68k 7.1.2 PPC | Mac OS 7.0.1 68k |
| ------ | ---- | ------- | --- | --- | ---------------- | --- | ---------------- |
| IE 5.0 | 1999 | Tasman  | style="background: #DDFBFF; color: black; vertical-align: middle; text-align: center; " class="included table-included"\|Incluído 5.2.3 € | style="background: #DDFBFF; color: black; vertical-align: middle; text-align: center; " class="included table-included"\|Incluído¥ 5.1.7 € | —                | — | —                |
| IE 4.5 | 1999 | –       | — | style="background: #DDFBFF; color: black; vertical-align: middle; text-align: center; " class="included table-included"\|Incluído€         | Sim              | — | —                |
| IE 4.0 | 1997 | Trident | — | style="background: #DDFBFF; color: black; vertical-align: middle; text-align: center; " class="included table-included"\|Incluído€         | Sim              | · 4.01 | —                |
| IE 3.0 | 1996 | –       | — | style="background: #DDFBFF; color: black; vertical-align: middle; text-align: center; " class="included table-included"\|Incluído€         | Sim              | style="background: #DDFBFF; color: black; vertical-align: middle; text-align: center; " class="included table-included"\|Incluído€ | —                |
| IE 2.0 | 1995 | –       | — | Sim | Sim              | £ | £ · 2.0.1        |

£ Internet Explorer 2.0 e 2.0.1 requer Sistema 7.0.1 ou superior. O Internet Explorer 2.1 requer Sistema 7.1 ou superior.
€ Incluído o Internet Explorer 3.01 no Mac OS 8.0 e o Mac OS 8.1; Internet Explorer 4.01 no Mac OS 8.5 e 8.5.1; Internet Explorer 4.5 a partir do Mac OS 8.6 a 9.0.4; Internet Explorer 5 a partir do Mac OS 9.1, 9.2.2 e Mac OS X v10.0; Internet Explorer 5.1 no Mac OS X v10.1; Internet Explorer 5.2 no Mac OS X v10.2.
¥ Internet Explorer 5 Macintosh Edition requer o Mac OS 7.6 ou superior. Internet Explorer versão 5.1; 5.1.4; 5.1.5; 5.1.6 e 5.1.7 requer o Mac OS 8.0 ou superior ou Mac OS 7.6.1 com Gerenciador de Aparência.

### Outros
| Versão | Anos | Mecanismo de Layout | O IBM OS/2 2.1 e versões posteriores | Unix HP-UX Solaris |
| ------ | ---- | ------------------- | ------------------------------------ | ------------------ |
| IE 5.0 | 1999 | ?                   | —                                    | · 5.01 SP1         |
| IE 4.0 | 1997 | Trident             | —                                    | Sim                |
| IE 3.0 | 1996 | –                   | (16-bit)                             | Beta               |
| IE 2.0 | 1995 | –                   | (16-bit)                             | —                  |

## Versões anteriores

### Microsoft Internet Explorer
Microsoft Internet Explorer (mais tarde referido como o Internet Explorer 1) fez a sua estreia em 16 de agosto de 1995. Era uma versão retrabalhada de Spyglass Mosaic, que a Microsoft tinha licenciado, como muitas outras empresas iniciando o desenvolvimento de navegadores, a partir de Spyglass Inc. Ele veio com a compra de Microsoft Plus! para o Windows 95 e, em pelo menos alguns lançamentos de OEM do Windows 95 sem o Plus!. Ele foi instalado como parte do Internet Jumpstart Kit in Plus! para o Windows 95. A equipe do Internet Explorer começou com cerca de seis pessoas no início do desenvolvimento. Microsoft Internet Explorer 1.5 foi lançado alguns meses mais tarde para o Windows NT e adicionava o suporte básico para renderização de tabelas de HTML. Incluindo-o gratuitamente no seu sistema operacional, eles não têm que pagar royalties para a Spyglass Inc, resultando em uma ação judicial e num acordo de US$8 milhões em 22 de janeiro, 1997.
Embora não incluído, este software também pode ser instalado na versão original do Windows 95.
Microsoft Internet Explorer (que é a versão 1.x) não é suportado, ou disponível para download pela Microsoft. No entanto, versões arquivadas do software pode ser encontradas em vários sites.

#### Recursos
Microsoft Internet Explorer veio com uma rotina de instalação substituindo um manual de instalação requerido por muito dos navegadores da web.

## Histórico de lançamento para a versão de desktop do Windows
| Cor      | Significado                                                                                                   |
| -------- | --- |
| Rosa     | Antiga versão de teste; não suportado                                                                         |
| Vermelho | Versão antiga; sem suporte                                                                                    |
| Laranja  | Versão antiga; suporte limitado para WES09.                                                                   |
| Amarelo  | Versão antiga; suporte limitado para a versão mais atual disponível para os sistemas operacionais suportados. |
| Verde    | Atual (final) lançamento;                                                                                     |

- Os Service packs não são incluídos, a menos que sejam significativos.

| Versão principal | Versão secundária                                             | Data de lançamento      | Mudanças significativas | Lançado com                                                       |
| ---------------- | ------------------------------------------------------------- | ----------------------- | --- | ----------------------------------------------------------------- |
| Versão 1         | 1.0                                                           | agosto de 1995          | Versão inicial. | Plus! for Windows 95                                              |
| Versão 1         | 1.5                                                           | janeiro de 1996         | Compatível com Windows NT 3.5 |                                                                   |
| Versão 2         | 2.0 Beta                                                      | outubro de 1995         | Suporte de tabelas de HTML e outros elementos. |                                                                   |
| Versão 2         | 2.0                                                           | novembro de 1995        | SSL, cookies, VRML, e Grupo de notícias. | Windows NT 4.0 Windows 95 OSR1 Internet Starter Kit               |
| Versão 2         | 2.01                                                          | Desconhecido            | Lançamento de correções de bug. |                                                                   |
| Versão 3         | 3.0 Alpha 1                                                   | março de 1996           | Melhor suporte de tabelas HTML, frames e outros elementos. |                                                                   |
| Versão 3         | 3.0 Alpha 2                                                   | maio de 1996            | Suporte para VBScript e JScript. |                                                                   |
| Versão 3         | 3.0 Beta 2                                                    | julho de 1996           | Suporte para CSS e Java. |                                                                   |
| Versão 3         | 3.0                                                           | agosto de 1996          | Versão final. | Windows 95 OSR 2                                                  |
| Versão 3         | 3.01                                                          | outubro 1996            | Lançamento de correções de bug. |                                                                   |
| Versão 3         | 3.02                                                          | março de 1997           | Lançamento de correções de bug. |                                                                   |
| Versão 3         | 3.03                                                          | abril de 1997           | Lançamento de correções de bug. |                                                                   |
| Versão 4         | 4.0 Beta 1                                                    | abril de 1997           | Melhoria no suporte de CSS e Microsoft DOM. |                                                                   |
| Versão 4         | 4.0 Beta 2                                                    | julho de 1997           | Melhoria no suporte de HTML e CSS. |                                                                   |
| Versão 4         | 4.0                                                           | setembro de 1997        | Melhoria no suporte de HTML e CSS. | Windows 95 OSR 2.5                                                |
| Versão 4         | 4.01                                                          | novembro de 1997        | Lançamento de correções de bug. | Windows 98                                                        |
| Versão 5         | 5.0 Beta 1                                                    | junho de 1998           | Suporte de mais recursos CSS2. |                                                                   |
| Versão 5         | 5.0 Beta 2                                                    | novembro de 1998        | Suporte de texto bidirecional, caracteres Ruby, XML / XSL e mais propriedades CSS. |                                                                   |
| Versão 5         | 5.0                                                           | março de 1999           | Versão final. Última versão suportada no Windows 3.x e Windows NT 3.x. | Windows 98 SE                                                     |
| Versão 5         | 5.01                                                          | novembro de 1999        | Lançamento de correções de bug. | Windows 2000                                                      |
| Versão 5         | 5.5 Beta 1                                                    | dezembro de 1999        | Suporte de mais propriedades CSS. Alterações menores para suporte de frames. |                                                                   |
| Versão 5         | 5.5                                                           | julho de 2000           | Último lançamento. Última versão suportada em Windows 95. | Windows ME                                                        |
| Versão 5         | 5.6                                                           | agosto de 2000          | Lançado para o Windows Whistler build 2257. | Windows Whistler                                                  |
| Versão 6         | 6.0 Beta 1                                                    | março de 2001           | Mais mudanças CSS e correções de erros para ser mais compatível com W3C. Adicionar novo recurso Etiqueta inteligente. |                                                                   |
| Versão 6         | 6.0                                                           | 27 de agosto de 2001    | Último lançamento. Remove novamente a etiqueta inteligente. | Windows XP Windows Server 2003                                    |
| Versão 6         | 6.0 SP1                                                       | 9 de setembro de 2002   | Patch de vulnerabilidade. Última versão suportada no Windows NT 4.0, 98, 2000 e ME. | Windows XP SP1                                                    |
| Versão 6         | 6.05                                                          | 1 de outubro de 2003    | Lançado para Windows Longhorn build 4051. | Windows Longhorn build 4051-4094                                  |
| Versão 6         | 6.0 SP2                                                       | 25 de agosto de 2004    | Patch de vulnerabilidade. Bloqueador de Popup / ActiveX. Gerenciador de complementos. | Windows XP SP2 Windows Server 2003 SP1                            |
| Versão 6         | 6.0 SP3                                                       | 21 de abril de 2008     | Windows XP: atualizações mais recentes incluídas no XP SP3. | Windows XP SP3 Windows Server 2003 SP2                            |
| Versão 7         | 7.0 Beta 1                                                    | 27 de julho de 2005     | Suporte para canal alfa de PNG. Correções de erros de CSS. Navegação por guias. Suporte para certificado EV SSL. Filtro de phishing. | Windows Vista Beta 1                                              |
| Versão 7         | 7.0 Beta 2 Preview                                            | 31 de janeiro de 2006   | Mais correções CSS. Integração de plataforma de feeds na Web. Nova GUI. Guias rápidas. |                                                                   |
| Versão 7         | 7.0 Beta 2                                                    | 24 de abril de 2006     | Completo em recursos. Mais correções de CSS. Correções de compatibilidade de aplicativos. |                                                                   |
| Versão 7         | 7.0 Beta 3                                                    | 29 de junho de 2006     | Corrige problemas de renderização para CSS. |                                                                   |
| Versão 7         | 7.0 RC 1                                                      | 24 de agosto de 2006    | Improvements in performance, stability, security, application compatibility and final CSS adjustments. |                                                                   |
| Versão 7         | 7.0                                                           | 18 de outubro de 2006   | Último lançamento. | Windows Vista Windows Server 2008                                 |
| Versão 8         | 8.0 Beta 1                                                    | 5 de março de 2008      | CSS 2.1, Serviços Contextuais. Aceleradores. Web Slices. Isolamento de guias e proteção DEP ativada por padrão. Recuperação automática de falhas. Melhor filtro de phishing e malware (SmartScreen). Usa 6 conexões de servidor HTTP para melhorar a capacidade de resposta de sites. |                                                                   |
| Versão 8         | 8.0 Beta 2                                                    | 27 de agosto de 2008    | Correções de bugs de CSS 2.1. Navegação InPrivate. Barra de endereço inteligente. Sugestões de pesquisa. Agrupamento de cores de guia. Navegação Caret. | Windows 7 Pre-Beta                                                |
| Versão 8         | 8.0 Pre-RC 1                                                  | 11 de dezembro de 2008  | Correções de erros de CSS. Ferramentas do Desenvolvedor aprimoradas. Alterações na Vista de Compatibilidade. Gerenciamento aprimorado de Favoritos e outras alterações menores para UI. Mudanças na navegação InPrivate e modos de bloqueio. | Windows 7 Beta                                                    |
| Versão 8         | 8.0 RC1                                                       | 26 de janeiro de 2009   | Correções de erros de CSS. Alterações menores na gestão de favoritos e na barra de pesquisa. |                                                                   |
| Versão 8         | 8.0                                                           | 19 de março de 2009     | Último lançamento. Última versão suportada em Windows XP e Windows Server 2003. | Windows 7 Windows Server 2008 R2                                  |
| Versão 9         | 9.0 Platform Preview 1 v1.9.7745.6019                         | 16 de março de 2010     | Suporte para alguns seletores CSS3 (incluindo propriedade border-radius), HTML5 e SVG. Novo mecanismo de JavaScript (codinome Chakra). Adicionado suporte para aceleração de hardware de renderização gráfica e web, usando Direct2D e DirectWrite. |                                                                   |
| Versão 9         | 9.0 Platform Preview 2 v1.9.7766.6000                         | 5 de maio de 2010       | Suporte para mais funções em SVG, HTML5, DOM. Adicionado suporte para todos os seletores CSS3. Melhorias no desempenho do JavaScript. |                                                                   |
| Versão 9         | 9.0 Platform Preview 3 v1.9.7874.6000                         | 23 de junho de 2010     | Suporte para as tags HTML5 <audio>, <video> e <canvas>. Suporte para fontes WOFF. Melhorias no desempenho de JavaScript e gráficos. |                                                                   |
| Versão 9         | 9.0 Platform Preview 4 v1.9.7916.6000                         | 4 de agosto de 2010     | Correções de erros de CSS. Suporte para ECMAScript5 (ES5). Motor JScript integrado nos componentes principais do navegador (mudança arquitetural). Melhorias de desempenho. |                                                                   |
| Versão 9         | 9.0 Beta & 9.0 Platform Preview 5 v1.9.7930.16406             | 15 de setembro de 2010  | Nova interface de usuário, Gerenciador de download, Página de Nova Guia, Pesquisar na barra de endereços, Barra de notificação, Supervisor de desempenho de complemento. |                                                                   |
| Versão 9         | 9.0 Platform Preview 6 v1.9.8006.6000                         | 28 de outubro de 2010   | Transformações 2D de CSS3 e tags semânticas HTML5. |                                                                   |
| Versão 9         | 9.0 Platform Preview 7 v1.9.8023.6000                         | 17 de novembro de 2010  | Melhor desempenho de JavaScript. |                                                                   |
| Versão 9         | 9.0 Release Candidate & 9.0 Platform Preview 8 1.9.8080.16413 | 10 de fevereiro de 2011 | Melhorias de desempenho, Proteção contra Rastreamento, Filtragem ActiveX, colar e navegar, melhorias para a interface do usuário, e suporte para a API W3C de Geolocalização. |                                                                   |
| Versão 9         | 9.0                                                           | 14 de março de 2011     | Melhor desempenho, melhor proteção contra rastreamento e a opção de definir múltiplos destinos por página. Última versão suportada em Windows Vista e Windows Server 2008. |                                                                   |
| Versão 10        | 10.0 Platform Preview 1 v2.10.1000.16394                      | 12 de abril de 2011     | Suporte para layout de colunas múltiplas CSS3, layout de grade CSS3, layout de caixa flexível CSS3, gradientes CSS3 e modo estrito ES5. |                                                                   |
| Versão 10        | 10.0 Platform Preview 2 v2.10.1008.16421                      | 29 de junho de 2011     | Suporte para Flutuadores Posicionados, limite de folha de estilo CSS removido, Suporte de Valor de Ponto Flutuante CSSOM, Aprimoradas as API de teste de sucesso (hit-testing), Ouvintes de Consulta de Mídia (Media Query Listeners), HTML5: Suporte para atributo assíncrono em elementos de script, HTML5 Arrastar e Soltar, HTML5 API de Arquivos, HTML5 Sandbox, HTML5 Web Workers, e algumas APIs de desempenho da Web. |                                                                   |
| Versão 10        | 10.0 Developer Preview v10.0.8102.0 - Platform Preview 3      | 13 de setembro de 2011  | Suporte para Windows 8, Transformações 3D em CSS, Sombra de Texto CSS, Efeitos de Filtro SVG, Correção ortográfica, Autocorreção, armazenamento local com IndexedDB e as caixas de aplicação HTML5, Web Sockets, HTML5 History e Guias InPrivate. | Windows 8 Developer Preview                                       |
| Versão 10        | 10.0 Developer Preview v10.0.8103.0 - Platform Preview 4      | 29 de novembro de 2011  | Windows 8 Developer Preview |                                                                   |
| Versão 10        | 10.0 Consumer Preview v10.0.8250.0 - Platform Preview 5       | 29 de fevereiro de 2012 | Melhor desempenho e suporte para mais HTML5. | Windows 8 Consumer Preview                                        |
| Versão 10        | 10.0 Release Preview v10.0.8400.0 - Platform Preview 6        | 31 de maio de 2012      | Windows 8 Release Preview |                                                                   |
| Versão 10        | 10.0                                                          | 26 de outubro de 2012   | Último lançamento. Última versão suportada em Windows 8 e Windows Server 2012. | Windows 8 RTM                                                     |
| Versão 11        | 11.0 Preview 11.0.9431.0                                      | 26 de junho de 2013     | Windows 8.1 apenas. Melhor suporte para HTML5 e CSS3. Suporte para WebGL e SPDY. Novas ferramentas UI modernas e ferramentas para desenvolvedores. | Windows 8.1 Preview                                               |
| Versão 11        | 11.0 Release Preview 11.0.9431.0                              | 18 de setembro de 2013  | Windows 7 only. |                                                                   |
| Versão 11        | 11.0                                                          | 17 de outubro de 2013   | O navegador padrão no Windows 8.1. Última versão suportada em Windows 7 e Windows Server 2008 R2. | Windows 8.1 Windows Server 2012 R2 Windows 10 Windows Server 2016 |